# オーギュスト・ボヌール
オーギュスト・ボヌール（Auguste Bonheur、1824年11月3日 - 1884年2月21日）はフランスの画家である。家畜のいる風景をおもに描いた。

## 略歴
ボルドーで生まれた。父親のレイモン・ボヌール(1796年 - 1849年) は画家で、姉のローザ・ボヌール (1822年 - 1899年)は有名な画家、彫刻家になり、弟のイシドール・ボヌール(1827年 - 1901年)は動物の彫刻で知られる彫刻家になった。画家になる妹のジュリエット・ボヌール(1830年 - 1891年)が生まれた後、母親は亡くなった。家族はパリの西、現在のイヴリーヌ県のマニー＝レ＝ザモー(Magny-les-Hameaux)で育った。
父や姉から絵を学び、1841年からサロン・ド・パリに出展していた姉ローザとともに1845年にサロンに出展した。1848年にパリ国立高等美術学校に入学し、ポール・ドラローシュに学んだ。パリのサロンでは風景画で1852年に3等のメダル、1861年に1等のメダルを受賞した。1860年頃、議員の娘で陶芸家として知られるようになるカミーユ・モロー＝ネラトン(Camille Moreau-Nélaton、1840年 - 1897年)を教えた。1860年代にはスコットランドを旅した。
1867年にレジオンドヌール勲章（シュヴァリエ）を受勲。
1871年のパリ・コミューン蜂起では、パリの国民衛兵に参加するが、5月21日にヴェルサイユで捕虜になった。
1884年、パリで死去。
息子のレイモン・ボヌール(Raymond Bonheur、1861年 - 1939年)は作曲家になり、アンドレ・ジッドやクロード・ドビュッシーの友人であったことで知られる。

## 作品

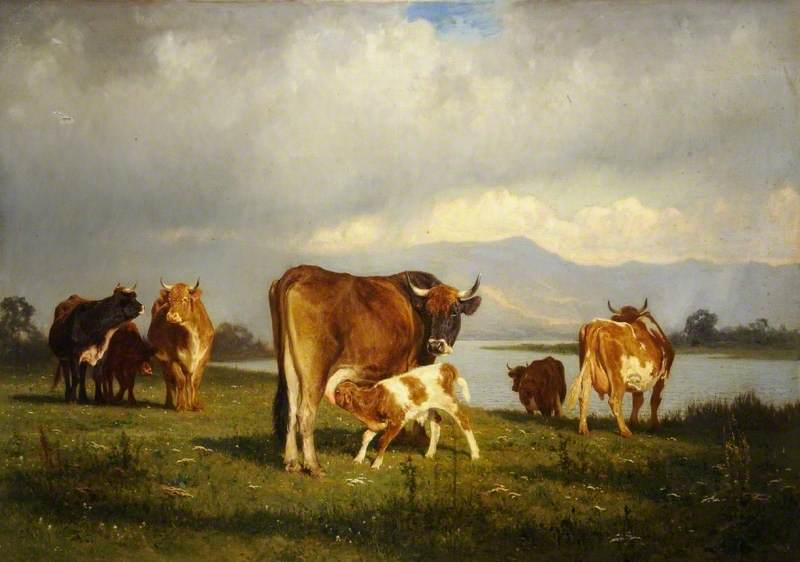
「Cattle」、1860年代、シェフィールド美術館
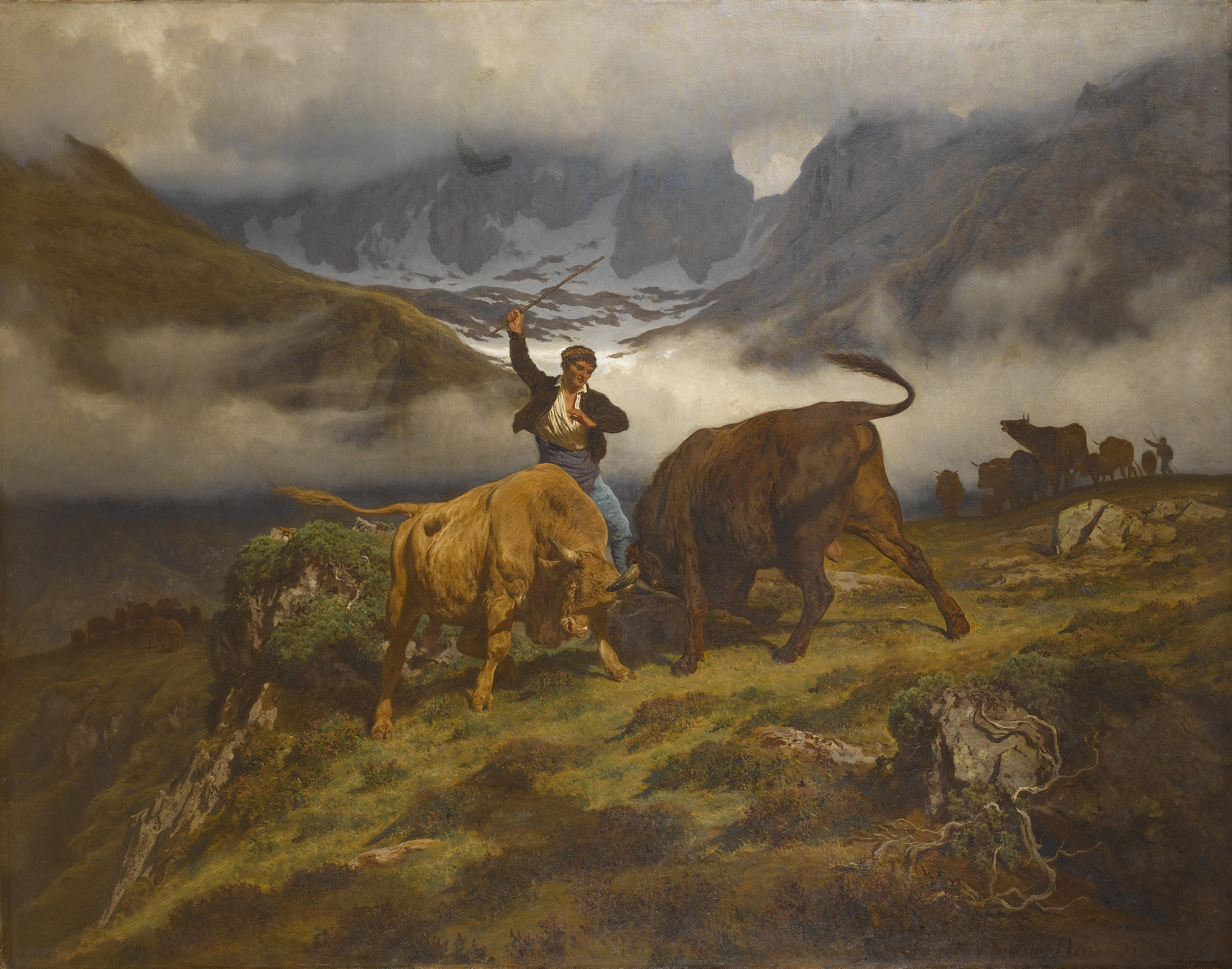
牛の争い、ピレネーの思い出
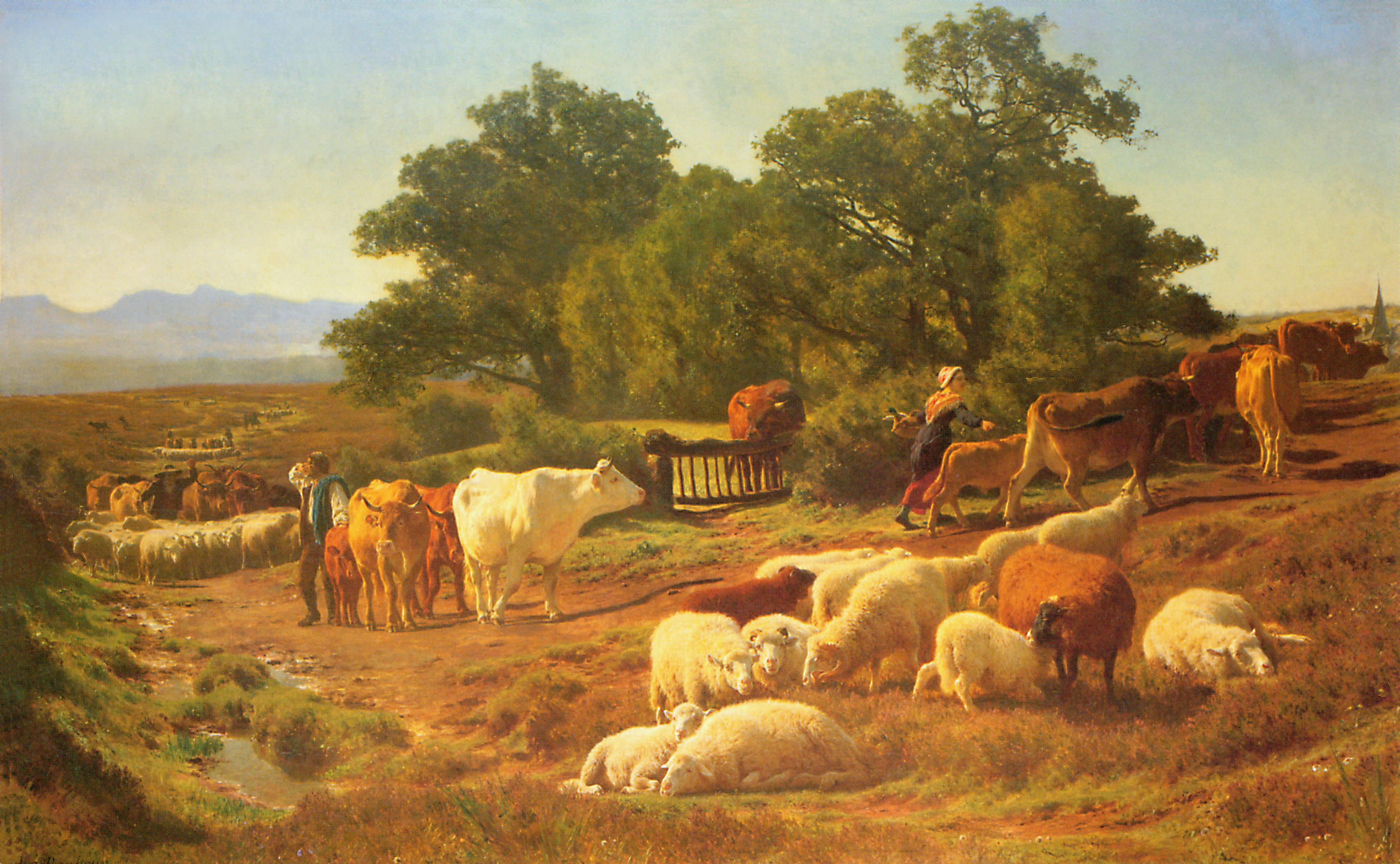
市場への道
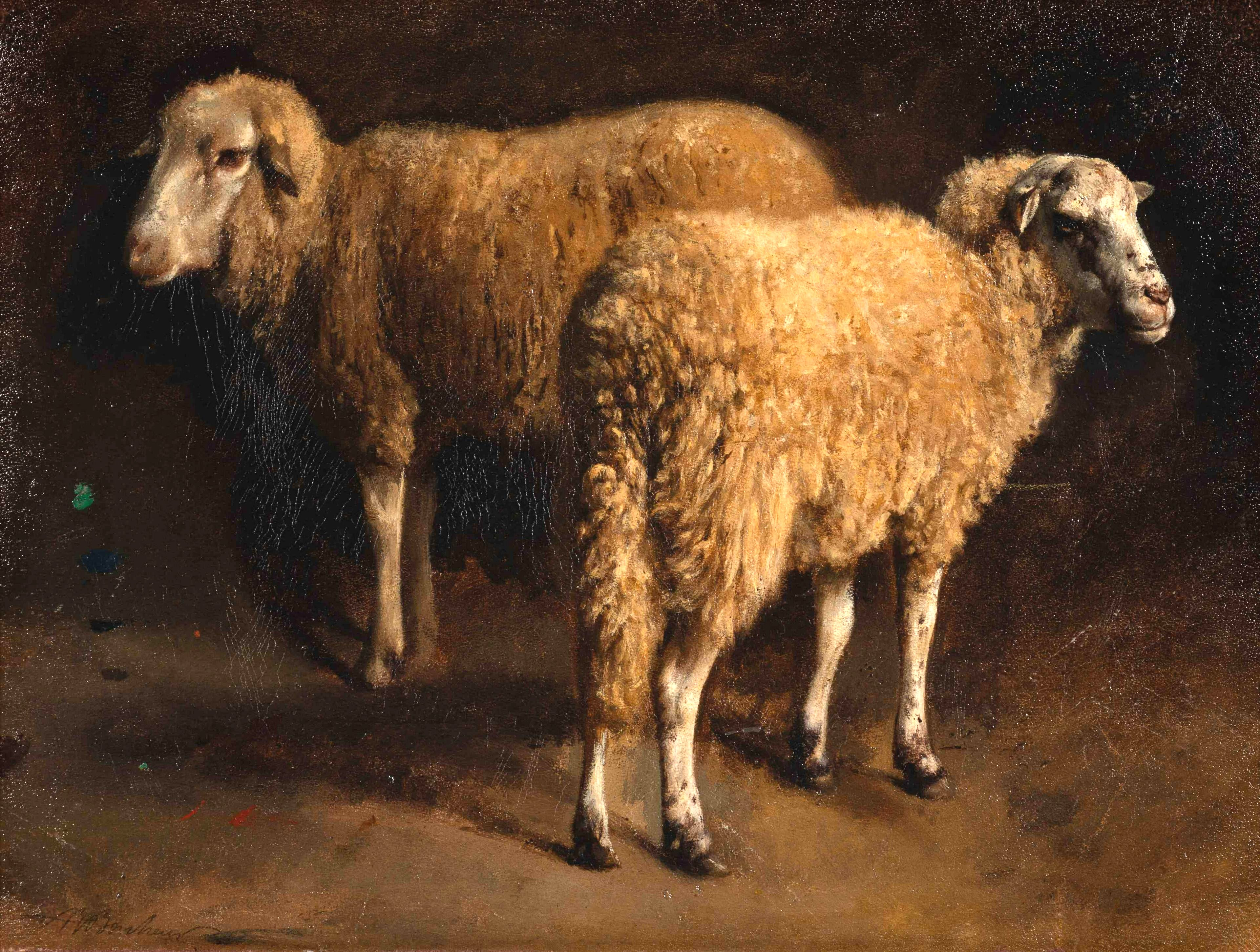
習作、2頭の羊
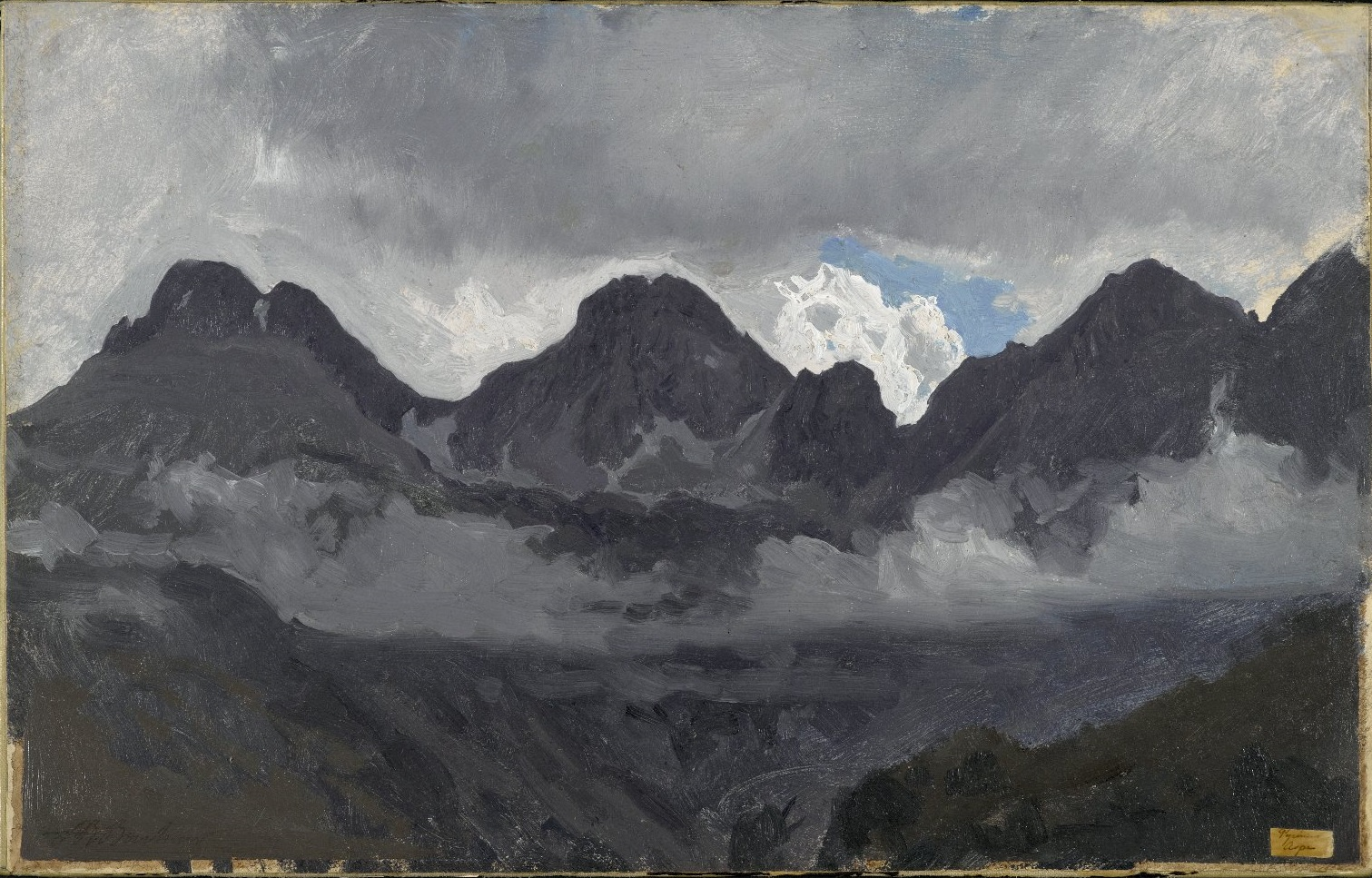
山と山霧
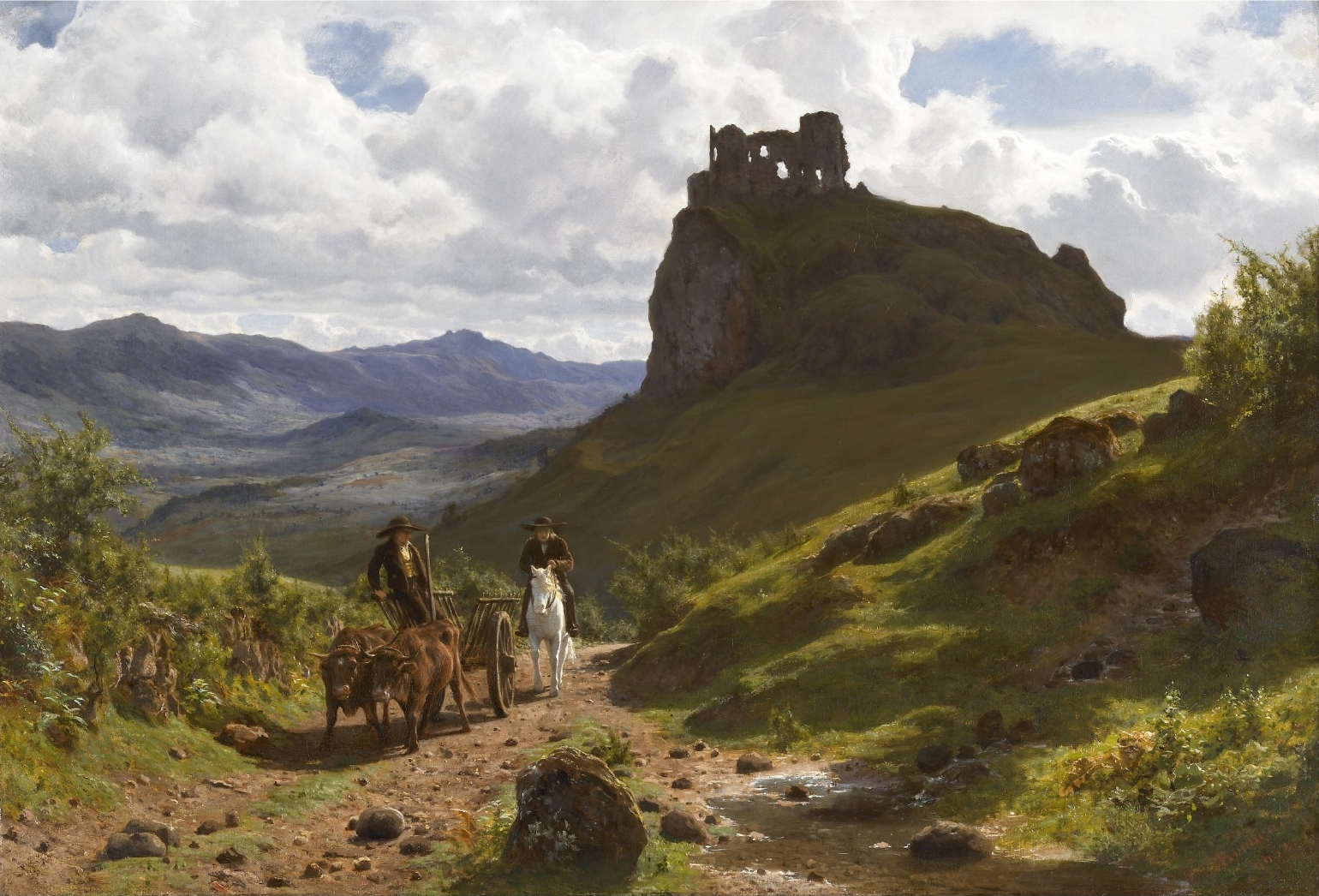
廃墟になった砦